# Chodniewa
Chodniewa (biał. Ходнева; ros. Ходнево) – wieś na Białorusi, w obwodzie mohylewskim, w rejonie mohylewskim, w sielsowiecie Suchary.